# Modulus modulus
Modulus modulus is een slakkensoort uit de familie Modulidae. De wetenschappelijke naam is gepubliceerd in 1758 door Linnaeus in de tiende editie van Systema naturae.